# Cantono Avantreni
Eugenio Cantono S.A., später Cantono Avantreni S.A., war ein italienischer Hersteller von Automobilen und Lastkraftwagen.

## Unternehmensgeschichte
Eugenio Cantono gründete 1900 in Rom das Unternehmen, das seinen Namen trug, zur Produktion von Automobilen. 1903 ging das Unternehmen in Bankrott. 1904 entstand Cantono Avantreni S.A. Der Markenname lautete Cantono. 1906 wurde daraus die Fabbrica Rotabili Avantreni Motori, die in Genua ansässig war.

## Fahrzeuge
Das Unternehmen stellte Fahrzeuge mit Elektromotor her. Es gab die Modelle A als Avant-Trains, die vor unmotorisierte Fahrzeuge gespannt wurden, und Tourisme als komplette Fahrzeuge. Die Akkumulatoren waren oberhalb der Achse montiert, später mit einer Haube abgedeckt, die der Motorhaube von Benzinautos ähnelte.

## Lizenzvergabe
Von 1904 bis 1907 fertigte die Cantono Electric Tractor Company aus Marion in New Jersey Automobile von Cantono in Lizenz.

## Motorenlieferungen
Officine Galileo aus Florenz verwendete zwischen 1900 und 1904 Motoren von Cantono zum Antrieb seiner Fahrzeuge.